# 서평양역
서평양역(西平壤驛)은 조선민주주의인민공화국 평양직할시 서성구역에 있는 평의선과 평라선의 철도역이다. 1929년에 영업을 개시하였다. '서평양'이라는 이름과는 달리, 평양 시내 중심부에서 북쪽으로 치우친 곳에 위치해 있다.
이 역은 개역 당시부터 현재까지 오직 여성 직원만 근무하고 있다는 특징이 있다. 약 70여명의 여성 역무원이 근무하고 있으며, 그럼에도 약 20여년간 무사고 경력을 보유하고 있다.